# Micrurus frontifasciatus
Micrurus frontifasciatus är en omstridd ormart som beskrevs av Werner 1927. Micrurus frontifasciatus ingår i släktet korallormar, och familjen giftsnokar. Inga underarter finns listade i Catalogue of Life.
The Reptile Database listar taxonet som synonym till Micrurus lemniscatus eller Micrurus serranus.